# Babcock & Wilcox
Babcock & Wilcox Company (B&W) è un'azienda statunitense produttrice di macchinari per la produzione di energia da fonti rinnovabili, carbone ed altri combustibili liquidi e gassosi. Nel 2009 la B&W ha installato più di 300 GW di caldaie in più di 90 paesi nel mondo.
Durante la seconda guerra mondiale, più della metà della flotta della US Navy era azionata da caldaie Babcock & Wilcox. La società ha la sua sede a Charlotte in Carolina del Nord con stabilimenti a Lynchburg, Barberton, West Point, Cambridge e in Canada oltre che a Mount Vernon, Oak Ridge e Euclid.

## Storia
- Nel 1867, a Providence, Stephen Wilcox ed il suo socio George Herman Babcock brevettarono la Babcock & Wilcox Non-Explosive Boiler, che utilizzava tubazioni per generare più elevate pressioni e maggiore efficienza termica rispetto alle caldaie allora in commercio.[2]
- Nel 1898, Robert Jurenka e Alois Seidl firmarono un accordo con British Babcock & Wilcox per creare una struttura a Berlino per la costruzione dei prodotti B&W, una sussidiaria (Deutsche Babcock) della compagnia inglese. Una fabbrica ad Oberhausen nella Ruhr iniziò a produrre le caldaie disegnate dagli ingegneri statunitensi.[3]
- Nel 1902 la prima linea di metropolitana di New York City era alimentata con caldaie B&W.[4]
- Dal 1907 al 1909 la Great White Fleet di Theodore Roosevelt era alimentata dalle caldaie B&W.
- Nel 1929 B&W installò la prima caldaia a recupero di energia a bisolfito di magnesio nella regione del Quebec, in Canada.[5]
- Fra il 1941 ed il 1945 B&W progettò e costruì 4.100 caldaie marine per navi mercantili e da guerra, compreso il 95% della flotta USA che combatté nella baia di Tokio in occasione della resa del Giappone.
- Fra il 1943 ed il 1945 B&W realizzò componenti, materiali e processi per lo sviluppo del Progetto Manhattan.[2]
- Fra il 1953 ed il 1955 B&W realizzò componenti per il USS Nautilus (SSN-571), il primo sommergibile a propulsione nucleare.
- Nel 1961 B&W fu la volta della realizzazione del primo reattore nucleare per la nave NS Savannah.
- Nel 1962 B&W realizzò il primo reattore commerciale per la, Indian Point, che utilizzava HEU 233.
- Nel 1975 B&W costruì il primo reattore raffreddato a metallo liquido.
- Nel 1978 B&W il reattore nucleare che venne coinvolto nell'Incidente di Three Mile Island.
- Nel 1999 B&W ricevette l'incarico di sviluppare le pile a combustibile e le caldaie a reforming di vapore per la US Navy.
- Il 22 febbraio 2000, B&W ha presentato istanza di Chapter 11, a seguito di migliaia di richieste di risarcimento per lesioni personali causate da amianto, tra cui l'asbestosi, cancro ai polmoni ed il mesotelioma. Come condizione per emergere dal fallimento, la B & W un fondo[6] per indennizzare le vittime, ma per un ammontare molto più basso rispetto a quello pagato nelle contestazioni individuali[7]
- Dopo l'emersione dal fallimento nel 2006, B&W e BWX Technologies, entrambe sussidiarie della McDermott International, Inc., addivennero ad una fusione il 26 novembre 2007 per costituire la The Babcock and Wilcox Companies, guidata dal presidente John Fees. Il logo della vecchia società venne cambiato.
- Il 10 giugno 2009, B&W presentò la B&W Modular Nuclear Energy, LLC (B&W MNE).[8] Lo stesso giorno annunciò il suo programma di costruzione del reattore B&W mPower, un reattore nucleare modulare e scalabile. Il B&W mPower era un reattore da 125 megawatt, costruito secondo la tecnologia Advanced Light Water Reactor (ALWR) (un reattore di terza generazione).[9] Il reattore era progettato per essere prodotto in una fabbrica, spedito per ferrovia e poi messo a dimora nel sottosuolo.[10][11]
- Il 12 maggio 2010, B & W annuncia che essa e le sue controllate saranno scorporate dalla società madre, McDermott International, Inc.[12]
- Il 2 agosto 2010, B&W comincia a essere trattata presso il New York Stock Exchange come BWC.[13]
- Il 25 Maggio 2021, B&W fonda la divisione ClimateBright™[14] dedicata alla progettazione e sviluppo di impianti legati alla decarbonizzazione attraverso la cattura dell'anidride carbonica, l'ossicombustione, la produzione di idrogeno.